# More Relax
『More Relax』（モア・リラックス）は亜蘭知子の4枚目のアルバム。

## 内容
全曲の編曲・プロデュースにカシオペアの向谷実を迎えており、カシオペアメンバー全員が演奏・作曲に参加している。

## 収録曲
1. Drive To Love (愛の海へ)
2. Slow Nights
3. Relax
4. I Can't Say Good-bye
5. E☆SPY
6. Waterless Pool (水のないプール)
7. もう一度South Wind
8. 裸足のサロメ
9. 13月の奇跡
10. Privacy

作詞：亜蘭知子　編曲：向谷実(#ALL)
作曲：神保彰(#1, 6)、野呂一生(#2)、櫻井哲夫(#3)、向谷実(#4, 5, 7 - 10)

## 参加ミュージシャン
- 向谷実 - キーボード、パーカッション
- 倉田信雄 - キーボード
- 松下誠 - ギター
- 櫻井哲夫 - ベース
- 高水健司 - ベース
- 神保彰 - ドラム
- 岡本郭男 - ドラム